# Anderson County (South Carolina)
 For alternative betydninger, se Anderson County. (Se også artikler, som begynder med Anderson County)
Anderson County er en county i South Carolina. Anderson County har en befolkning på 187.126 indbyggere. Andersons county seat er Anderson.
Anderson County indeholder den 226 km² store sø Lake Hartwell, med næsten 2.000 km af kystlinjen, som anvendes til rekreativt og privat brug. Området vokser i turisme, industri og handel.

## Geografi
Anderson County har et areal på 1.961 km².

## Ekstern henvisning
- http://www.andersoncountysc.org/ (engelsk)

34°31′N 82°38′V / 34.52°N 82.64°V